# Дрогомишльська сільська рада
Дрогомишльська сільська рада — колишній орган місцевого самоврядування у Яворівському районі Львівської області. Адміністративний центр — село Дрогомишль.

## Загальні відомості
Дрогомишльська сільська рада утворена в 1940 році як Дрогомишлянська сільська рада. 1993 року перейменована на Дрогомишльську.
Територією ради протікають річки Вільшанка, Завадівка.

## Населені пункти
Сільській раді були підпорядковані населені пункти:
- с. Дрогомишль
- с. Грушів
- с. Липовець
- с. Лужки

## Склад ради
Рада складалася з 16 депутатів та голови.

### Керівний склад попередніх скликань
| ПІБ                          | Основні відомості                                                 | Дата обрання | Дата звільнення |
| ---------------------------- | ----------------------------------------------------------------- | ------------ | --------------- |
| Флисник Михайло Степанович   | Сільський голова, 1955 року народження, освіта вища, безпартійний | 26.03.2006   | 31.10.2010      |
| Флисник Михайло Степанович   | Сільський голова, 1955 року народження, освіта вища, безпартійний | 31.10.2010   | 01.01.2014      |
| Семерак Володимир Степанович | Сільський голова, 1984 року народження, освіта вища, безпартійний | 25.05.2014   |                 |

Примітка: таблиця складена за даними джерела